# The Promise (álbum d'Il Divo)
The Promise és el cinquè àlbum d'estudi del grup de crossover clàssic internacional Il Divo, format per quatre cantants de prestigi internacional; Carlos Marín, Sébastien Izambard, David Miller i Urs Bühler.
Va sortir a la venda el 10 de novembre de 2008, excepte als Estats Units i el Canadà, que es va realitzar el 18 de novembre, i al Japó que es va llançar el 26 de novembre.
L'àlbum, anunciat el 10 de setembre, va aconseguir el número 1 en el Regne Unit el 16 de novembre. Ha estat produït per Steve Mac.
Es va publicar una edició especial de l'àlbum amb CD+DVD. titulat The Promise - Luxury Edition. Edició que inclou el CD més un DVD amb cançons i entrevistes al grup.
Consta d'11 temes amb cançons com The Power Of Love (La fuerza mayor), una bella i freqüent interpretacio de I Knew I Loved You de Leonard Cohen, la denominada Hallelujah (Al·leluia), la intensa i ardent Adagio composta pel gran Albioni, L'Alba Del Mondo, adaptació italiana de Ennio Morricone d'I Knew I Loved You o el tema de ABBA denominat The Winner Takes It All (Va todo al ganador).

## Cançons
| Núm. | Títol                                                           | Composició                                            | Durada |
| ---- | --------------------------------------------------------------- | ----------------------------------------------------- | ------ |
| 1.   | «La fuerza mayor» (The Power of Love)                           | Holly Johnson, Peter Gill                             | 5:01   |
| 2.   | «La Promessa»                                                   | Jörgen Elofsson, Jorgen Kjell, Francesco Galtieri     | 4:28   |
| 3.   | «Adagio»                                                        | Tomaso Albinoni                                       | 4:37   |
| 4.   | «Hallelujah»                                                    | Leonard Cohen                                         | 3:21   |
| 5.   | «L'Alba Del Mondo» (I knew i lovey you)                         | Ennio Morricone                                       | 4:47   |
| 6.   | «Enamorado»                                                     | Quiz & Larossi, Armando Manzanero, John Robinson Reid | 3:15   |
| 7.   | «Angelina»                                                      | Alcarez Gómez, Gordeno, Quiz & Larossi                | 4:32   |
| 8.   | «Va todo al ganador» (The Winner Takes It All)                  | Benny Andersson, Björn Ulvaeus                        | 3:48   |
| 9.   | «La Luna»                                                       | Hawid, Marinangeli, Quiz & Larossi                    | 3:51   |
| 10.  | «She»                                                           | Charles Aznavour, Herbert Kretzmer                    | 2:51   |
| 11.  | «Amazing Grace»                                                 | John Newton]                                          | 4:30   |
| 12.  | «Por ti vuelvo a nacer» (With You I'm Born Again - Bonus track) | Carol Connors, David Condado                          | 3:39   |
| 13.  | «Se que puedo volar» (I Believe I Can Fly - Bonus track)        | R. Kel                                                | 5:14   |

## The PromiseEdició Especial (2008)
Lazaron el mateix any una Edició Especial amb CD+DVD 
CD Setlist (en ordre)
1. The power of love (La fuerza mayor).
2. La promesa.
3. Adagio.
4. Hallelujah (Al·leluia).
5. L'alba del mondo.
6. Enamorado.
7. Angelina.
8. The Winner Takes It All (Va todo al ganador).
9. La Luna.
10. She.
11. Amazing Grace.

DVD Setlist (en ordre)
1. Amazing Grace (en el Coliseum).
2. Hallelujah (en el Coliseum).
3. The Power of Love (en el Coliseum).
4. The Winner Takes It All (en el Coliseum).
5. Adagi (en el Coliseum).
6. Entrevista amb Il Divo. The promise

## Personal
Il Divo
- Carlos Marín, espanyol.
- Sébastien Izambard, francès.
- David Miller, nord-americà.
- Urs Bühler, suís.

Personal addicional
- Niall John: Enregistrament
- Fredrik Andersson: Enginyer
- L. Angelosanti: Autor
- Dave Arch: Piano, Adaptació orquestral
- John Baker: Còpies
- Standa Baroch: Enginyer assistent
- Chris Barrett: Assistent
- Haydn Bendall: Enregistrament
- Markus Bergkvist: Enginyer
- Alan Bergman: Autor
- Marilyn Bergman: Autor
- Tomas Brauner: Conductor
- John Buckley: Strings, Assistent tècnic
- Urs Buhler: Arranjaments
- Phil Deliri: Enginyer assistent
- Michel Dierickx: Enginyer assistent
- Il Divo Vocal: Assemblat
- Geoff Foster: Enregistrament
- Francesco Galtieri: Autor
- Rem Giazotti: Arranjaments
- Rem Giazotto: Arranjaments
- Peter Gill: Arranjaments
- Alcaraz Gomez: Autor
- Kinnda Hamid: Autor
- David Krueger: Producció
- Nicki LAmy: Coordinació
- Richard Lancaster: Assistent
- Josef Larossi: Autor
- Chris Laws: Tambors, Enginyer, Edició Digital
- Jeremy Lubbock: Arranjaments
- Steve Mac: Òrgan, Piano, Arranjaments, Teclats, Producció
- Per Magnusson: Sintetitzador, Piano, Arranjaments, Producció
- Armant Manzanero: Autor
- Carlos Marin: Arranjaments
- Marco Marinangeli: Autor
- Vlado Meller: Mastering
- David Miller & the Castle Arms: Arranjaments
- Jeremy Murphy: Assistent
- Brian Nash: Arranjaments
- Mark O'Toole: Arranjaments
- John Parricelli: Guitarra
- Steve Pearce: Baix
- Rudy Pérez: Arranger, Adaptation
- Daniel Pursey: Enginyer, Assistent
- Christian Ramon: Enginyer assistent
- John Reid: Autor
- Frank Ricotti: Percussió
- Peter Rudge: Representació
- Ren Swan: Mescles, Enregistrament
- Charlotte Trinder: Strings, Asistenre Tècnic